# Девід Лі Доного
Девід Лі Донохо (англ. David Leigh Donoho, нар. 5 березня 1957, Лос-Анджелес, США) — американський статистик, професор Стенфордського університету.

## Кар'єра
В 1978 році отримав ступінь бакалавра в Принстонському університеті. В 1984 році отримав ступінь Ph.D. в Гарвардському університеті під орудою Пітера Губера. В 1984-1990 роках працював в Каліфорнійському університеті в Берклі, потім перейшов в Стенфордський університет.
Донохо відомий завдяки своїм роботам по зниженню розмірності, розробці спеціалізованих варіантів вейвлетів та Compressive sensing.

## Нагороди та визнання
- 1991: Стипендія Мак-Артура[11]
- 1992: член Американської академії мистецтв і наук[12]
- 1994: Президентська нагорода для молодих науковців[en]
- 2001: Лекція Джона фон Неймана[en][13]
- 2002: Пленарний доповідач на Міжнародному конгресі математиків
- 2009: Член Товариство з промислової та прикладної математики[14]
- 2009: Іноземний член Французької академії наук[15]
- 2009: Почесний доктор Чиказького університету[16]
- 2010: Премія Норберта Вінера з прикладної математики
- 2010: член Національної академії наук США[17]
- 2012: член Американського математичного товариства[18]
- 2013: Премія Шао з математики[19]
- 2016: Honoris causa Університету Ватерлоо[20]
- 2018: Премія Гаусса — - "за фундаментальний внесок у математичний, статистичний і обчислювальний аналіз важливих проблем в теорії передачі сигналів"[21].
- 2019: член Американського філософського товариства